# Чаена лъжичка
Чаената лъжичка е малка по размери лъжица, с която обикновено се разбърква чай или кафе. Това е и една от популярните готварски мерки в българската и световните кулинарии. Вместимостта (обемът) на „усреднена“ чаена лъжичка е 5 ml.
Изравнена чаена лъжичка съдържа:
- 2 грама брашно,
- 3 грама бакпулвер, какао, нишесте, червен пипер и други подправки,
- 5 грама захар, сол.[1]